# Patrice Robin (écrivain)
Pour les articles homonymes, voir Robin.
Patrice Robin, né le 18 juillet 1953 à Beaulieu-sous-Bressuire dans les Deux-Sèvres, est un écrivain français.

## Biographie
Après son baccalauréat, Patrice Robin devient ouvrier et entre à l'usine. Il est par la suite comptable, en région parisienne. Membre d'une troupe de théâtre, auteur de trois spectacles joués de 1980 à 1985 dans des petites salles, il devient animateur culturel dans le domaine du spectacle vivant puis dans celui du cinéma. Il anime aujourd'hui des ateliers d'écriture, à Lille, où il réside.

## Œuvres
- Graine de chanteur, éd. Pétrelle, 1999.
- Les Muscles, P.O.L, 2001.
- Matthieu disparaît, P.O.L, 2003.
- Bienvenue au paradis, P.O.L, 2006.
- Sentinelles sans bataillon, avec Olivier de Solminihac, éd. La Nuit Myrtide, 2008.
- Le Commerce du père, P.O.L, 2009.
- Le Voyage à Blue Gap, P.O.L, 2011.
- Une place au milieu du monde, P.O.L, 2014.
- Des bienfaits du jardinage, P.O.L, 2016.
- Mon histoire avec Robert, P.O.L, 2019.
- Le Visage tout bleu, P.O.L, 2022.